# Calamoideae
Calamoideae Beilschm., 1833 è una sottofamiglia di piante della famiglia delle Arecacee (o Palme).

## Tassonomia
La sottofamiglia comprende 17 generi in tre tribù:.
Tribù Eugeissoneae
- Eugeissona Griff. (6 spp.)

Tribù Lepidocaryeae
- Sottotribù Ancistrophyllinae 
  - Oncocalamus (G.Mann & H.Wendl.) H.Wendl. (4 spp.)
  - Eremospatha (G.Mann & H.Wendl.) Schaedtler (11 spp.)
  - Laccosperma (G.Mann & H.Wendl.) Drude (7 spp.)
- Sottotribù Raphiinae H. Wendl.
  - Raphia P.Beauv. (22 spp.)
- Sottotribù Mauritiinae Meisn.
  - Lepidocaryum Mart. (1 sp.)
  - Mauritia L.f. (2 spp.)
  - Mauritiella Burret (4 spp.)

Tribù Calameae
- Sottotribù Korthalsiinae Becc.
  - Korthalsia Blume (28 spp.)
- Sottotribù Salaccinae Becc.
  - Eleiodoxa (Becc.) Burret (1 sp.)
  - Salacca Reinw. (23 spp.)
- Sottotribù Metroxylinae Blume
  - Metroxylon Rottb. (7 spp.)
- Sottotribù Pigafettinae 
  - Pigafetta (Blume) Becc. (2 spp.)
- Sottotribù Plectocomiinae J. Dransf. & N. W. Uhl
  - Myrialepis Becc. (1 sp.)
  - Plectocomia Mart. & Blume (15 spp.)
  - Plectomiopsis Becc. (6 spp.)
- Sottotribù Calaminae Meisn.
  - Calamus L. (448 spp.)